# Bania Mahamadou Say
Bania Mahamadou Say (né le 12 juin 1935 à Tillakaïna et mort le 21 janvier 2005 à Niamey) est un auteur nigérien.

## Biographie
Bania Mahamadou Say a suivi une formation d'enseignante et a étudié l'administration, la finance et la comptabilité à l'Institut des hautes études d'outre-mer à Paris. Il a d'abord travaillé comme enseignant, ensuite il est devenu directeur du bureau du budget au ministère des Finances du Niger. Say a joué un rôle clé dans l'élaboration du programme culturel de la Samariya. Les Samariya étaient des organisations nationales de jeunesse avec lesquelles le Conseil militaire suprême, qui a régné de 1974 à 1989, a voulu faire avancer la construction de son modèle social de « société de développement ».
Say publié son recueil de poésie Algaïta en 1980, qui restera son plus grand succès auprès du public, bien qu'il ait conservé une certaine popularité en tant que personne dans les années suivantes. Pendant des années, il a été président de l'Association des écrivains nigériens (AEN). Say a écrit plusieurs ouvrages lyrico-philosophiques inspirés de traditions anciennes et, avec Kélétigui Mariko, est considéré comme le plus important représentant de ce courant dans la littérature nigérienne, qui a succédé à Boubou Hama. Il s'essaye à différentes formes et genres. En plus des œuvres lyriques, il a créé des œuvres épiques, de la littérature jeunesse et des satires.

## Ouvrages
- Algaïta. Trente et un poèmes du Niger. Imprimerie Nationale du Niger, Niamey 1980.
- La samaria. Editogo, Lomé 1981.
- Le voyage d’Hamado. Avec des illustrations de Bernard Dufossé. Nouvelles éditions africaines, Abidjan/Dakar/Lomé 1981.
- Le Niger et ses Merveilles. Brunaud/Office national du tourisme, Lyon/Niamey 1989.
- Gabdi. Satire. Avec des illustrations d'Alassane Aguelasse. Nouvelle Imprimerie du Niger, Niamey 1990.
- Akosombo, le festin des sorciers. Echos d’Afrique, Lomé 1991.
- A la recherche d’une littérature positive. In: Marie-Clotilde Jacquey (Hrsg.): Littérature nigérienne (= Notre librairie. Nr. 107). CLEF, Paris 1991, S. 145–146.
- C.D.S.-Rahama, Convention démocratique et sociale. Le guide du militant pour le changement. Nouvelle Imprimerie du Niger, Niamey 1994.
- Entretien avec des Nigériens d’Accra. Tunde, Cotonou 1998.
- Les contes et légendes de Zaïda ma mère. Editions Daouda, Niamey 2010.